# Kinescopi
 Kinescopi  (del grec  kinos  = moviment, i Skopje = visió) és un terme referit originalment al tub catòdic utilitzat en receptors de televisió, anomenat així per l'inventor Vladimir Zworykin el 1929. En l'actualitat, el terme fa referència a un enregistrament "kinescopat". El procés és igualment conegut com a "telegrabació" al Regne Unit. Consisteix en la gravació d'un programa televisiu mitjançant la filmació directa d'un monitor de vídeo. Típicament, el terme es refereix al procés mateix, a l'equip necessari-una càmera de 16 o 35mm muntada davant d'un monitor de vídeo, i sincronitzada amb la seva taxa de fps -, o la pel·lícula obtinguda mitjançant aquest procés.

## Història

### Càmera Eastman per gravació de TV
El setembre de 1947, Kodak va introduir el sistema Eastman de gravació per a televisió, en cooperació amb els laboratori Dumont i la NBC, destinat a gravar imatges de TV i registrat amb el nom patentat de "Kinephoto". Abans de la introducció de la cinta de vídeo, el 1956, els Kinescopis eren l'únic mitjà de gravar emissions a TV i distribuir programes que s'emetien en viu a altres ciutats que no pertanyen a una mateixa xarxa. Encara que la qualitat deixava una cosa que desitjar, programes de tota classe-des de prestigiosos drames a comuns noticiaris-eren processats mitjançant aquesta tècnica.
La NBC, CBS i Dumont col·laborar per a la instal·lació d'un set de rodatge a Nova York, mentre que l'ABC es va decidir per Chicago. Cap a 1951, tant al NBC com la CBS s'encarregaven al voltant de 1.000 pel·lícules kinescopades a la setmana per als seus afiliats de tots els EUA El consum de cinema a la televisió va desbordar des de llavors la producció de tots els estudis de Hollywood combinats.

### Kinescopat en calent
El setembre de 1951 es va completar a la costa oest dels EUA la xarxa de telecomunicacions, proveïda de cable coaxial i emissores de microones, que permetria portar a la costa oest la programació de la televisió de l'altre extrem del país. La CBS i la NBC van proposar un procés de "Kinescopi en calent" segons el qual l'espectacle emès des de Nova York podia transmetre a l'oest del país, registrat en dues Kinescopis sobre pel·lícula de 35mm (format cinema) i 16mm reversibles (la còpia de seguretat). Aquests kinescopats es realitzaven a Los Angeles, i així podien ser emesos a la costa oest tres hores més tard de la seva emissió original.
El setembre de 1956, la NBC va començar a produir "Kinescopis en calent" a color, d'alguns dels seus primers programes gravats en color, utilitzant un procés de pel·lícula lenticular que, a diferència de la pel·lícula a color en negatiu, podia ser ràpidament processada utilitzant sistemes estàndard de revelat en b/n.

### El mètode d'edició per doble sistema
Fins i tot després que la introducció de màquines de cinta vídeo Quadruplex, el 1956, fes inútil el sistema de "kinescopat en calent", les emissores de televisió van continuar utilitzant el Kinescopi com a part del mètode d'edició de cintes de vídeo per doble sistema. Llavors, era impossible congelar o frenar un fotograma de cinta de vídeo, de manera que la cinta sense editar es sotmetia al procés de kinescopat, i s'editava convencionalment. Aquest Kinescopi es convertia posteriorment en el màster d'edició en cinta de vídeo. Més de 300 sèries i programes especials recórrer a aquest sistema durant un període d'aproximadament 12 anys.

### El canvi a les emissions en 35mm
Els programes filmats eren comuns en els primers anys de la televisió, encara que generalment considerats com un producte inferior a les grans produccions en directe, a causa dels seus discrets pressupostos i la seva pèrdua d'immediatesa. Aquesta situació, però, va canviar dràsticament quan, el 1951, Desi Arnaz i Lucille Ball-productor i estrella, respectivament, de l'obra inspirada en Hollywood "I love Lucy" - van decidir gravar el seu show directament en 35mm, utilitzant el sistema de 3 càmeres, creat per Karl Freund, en lloc d'emetre en directe. Normalment, un programa en directe originat a Los Angeles ("El show de Frank Sinatra", per exemple) seria gravat en viu a finals de la tarda-segons el fus horari de la costa Est-i emès després de la seva kinescopat a la costa oest, tres hores més tard.
Però com es va explicar en un article del "American Cinematographer",
 "Al principi hi havia una raó més que evident per a la decisió de Desilu Productions de gravar" I love Lucy "a pel·lícula en comptes de fer-ho en viu, i que les còpies kinescopades el portessin als serveis afiliats a la xarxa: La companyia no estava satisfeta amb la qualitat dels kinescopats. Es veia que la pel·lícula produïda especialment per a televisió era l'única manera d'assegurar imatges d'alta qualitat en els receptors domèstics, així com assegurar un espectacle impecable ". 
Aquesta decisió de l'equip de "I love Lucy" introduir les reposicions a la majoria del públic televisiu nord-americà, i va establir les bases per a la distribuició d'espectacles televisius (i, més endavant, per a les primeres Distribució per aire) que perviu fins a l'actualitat.

### Electronicam
El director del programa de l'efímera xarxa televisiva Dumont, James Caddigan, va desenvolupar una alternativa interessant, encara que poc pràctica: el electronicam. En aquest sistema, totes les càmeres de l'estudi de TV tenien incorporada una altra càmera de 35mm amb la mateixa òptica. Un tècnic d'Electronicam "marcava" electrònicament el pietatge de pel·lícula, identificant les preses de càmera que el director demanava. Els segments de pel·lícula seleccionats, procedents de diverses càmeres, eren combinats en un editor de pel·lícula per duplicar efectivament el programa en directe. Els 39 episodis distribuïts de "The Honeymooners" van ser filmats utilitzant Electronicam, però a causa de la introducció d'un pràctic gravador de cinta de vídeo, tan sols un any més tard, el sistema Electronicam mai va arribar a assolir una àmplia difusió. La xarxa Dumont no va sobreviure a l'era de la cinta de vídeo, i per poder seguir posant els seus programes depenia en gran manera dels Kinescopis, que van donar a anomenar "teletranscripciones".

### La cinta de vídeo
En anar sorgint noves tècniques d'emmagatzematge d'informació de vídeo, els Kinescopis van començar a perdre la seva importància. El 1951, la companyia Bing Crosby Enterprises-així anomenada per la seva cantant propietari-va iniciar els primers experiments de gravació en cinta magnètica, la poca qualitat de la imatge obtinguda, així com l'alt cost de la cinta d'alta velocitat van demostrar que seria poc pràctic per a un ús industrial. El 1956, Ampex introduir els primers gravadors comercials Quadruplex, seguits per un model que operava en color, dos anys més tard.

### El declivi dels Kinescopis de 16mm
Les estacions continuar fent kinescopats per als seus drames diaris (molts dels quals van continuar sent emesos en viu fins a finals dels 60), especialment destinats, fins a 1969, els afiliats més modestos de la xarxa que no podien permetre un equip de vídeo, però desitjaven mantenir el marge horari respecte a l'emissió original. Alguns d'aquests programes s'emetien fins a dues setmanes més tard de la seva data, especialment en estats com Alaska i Hawaii. Molts episodis de programs dels seixanta van sobreviure per tant només a través de còpies kinescopades. Els últims kinescopats de programes televisius es van fer a finals dels 70, quan els gravadors de cinta de vídeo es van tornar més assequibles.
En anys posteriors, els productors de cinema i televisió es mostraven reticents a incloure material kinescopat entre material no processat (per exemple, per a una antologia) causa de la seva qualitat inferior. Encara que és cert que el kinescopat tenia una qualitat més pobre que l'emissió en directe dels anys 50, era a causa de les limitacions tècniques de la indústria del moment. Fins i tot la millor transmissió en directe podia arribar al receptor domèstic massa contrastada, o borrosa. Els avenços en tecnologia d'emissió aviat van permetre una gamma més àmplia de grisos entre el blanc i el negre, i un espectre cromàtic més complet, que tornava als Kinescopis la seva posició de viabilitat. Així es va demostrar en la projecció de la pel·lícula "Ten from Your Show of Shows", un recull de Kinescopis de Sid Caesar que es va distribuir als cinemes. Els més crítics amb el procés van haver d'admetre la gran qualitat del kinescopat en pantalla gran: alliberats des d'aleshores de la seva estigma d'inferioritat, avui són comunament usats com a material d'arxiu.

## Qualitat d'imatge
Una imatge kinescopada sembla menys fluida que una emissió en viu o un programa en cinta de vídeo, ja que la pel·lícula normal té tan sols 24 fps, menys de la meitat dels camps utilitzats en els sistemes de vídeo NTSC (60) o PAL (50). La diferència sincrònica entre aquests 24 fps i els 60 camps del NTSC se solucionava utilitzant un obturats de pel·lícula en un arc de 72 º, la cinquena part d'un cercle, que corria a 24 revolucions per segon. Quan l'obturador havia bloquejat completament la imatge, la pel·lícula havia avançat un fotograma. Els fotogrames de pel·lícula es capturaven en dos camps entrellaçats (a diferència del sistema progressiu que utilitzen tecnologies posteriors) que componien una imatge completa en televisió. D'aquesta manera, en 1 segon, 48 camps de televisió podien capturar a 24 fotogrames de pel·lícula, i 12 camps serien omesos per efecte de l'acció de l'obturador. Ja que cada camp és seqüencial en temps amb el següent, un fotograma de pel·lícula kinescopada que hagués capturat dos camps a la vegada mostraria un "aura" borrosa al voltant de les vores d'objectes mòbils, un defecte que no obstant no és visible quan es veu la televisió a una velocitat normal de 50 o 60 camps per segon.
Alguns Kinescopis filmaven les imatges de televisió a la mateixa taxa de 30 camps complets per segon, resultant en una imatge de qualitat més fidel a l'original que aquells que registraven 24 camps. L'estàndard adaptat posteriorment per a la TV va ser de 59.94 camps/segon o 29.97 fotogrames/segon, quan es va desenvolupar la TV en color.
En recents anys, la BBC ha introduït un nou procés anomenat VidFIRE, que pot restaurar gravacions kinescopades al seu taxa original de fotogrames interpolant camps de vídeo entre els fotogrames de pel·lícula.

## El lloc del Kinescopi en l'actualitat
Els Kinescopis pretenien ser usats per a una re-emissió immediata, o per a l'ocasional reposició d'un programa play back, per això només una petita fracció d'enregistraments kinescopades es conserven avui dia. Molts shows televisius estan representats només per un grapat d'episodis, com pot ser el cas dels primers passos del comediant nord-americà Ernie Kovacs, o la versió original de Jeopardy !, presentada per Art Fleming.
Certs creadors o companyies de producció requeririen que kinescopase qualsevol programa televisiu. Aquest és el cas amb artistes com Jackie Gleason o Milton Berle, els programes estan gairebé completament conservats com Kinescopi. Ja que el programa de Jackie Gleason era emès en directe des de Nova York, l'espectacle es kinescopava per a la seva emissió a la Costa Oest. Després de la difusió d'aquests programes, els Kinescopis van ser retornats a Gleason, qui els va conservar personalment, fins a la seva definitiva publicació després de la seva mort el 1987. Milton Berle va portar als tribunals a la NBC al final de la seva vida, creient que la majoria dels Kinescopis del seu programa s'havien perdut. Feliçment, els programes van ser trobats més tard en un magatzem a Los Angeles.
Mark Goodson-Bill Todmir Productions, creadors de concursos televisius com  What's My Line?  tenen una part significativa de la seva producció gravada tant en cinta de vídeo com a Kinescopis. Aquests programes són reemesos a la TV per cable nord-americana.
Totes les emissions de l'Orquestra Simfònica de la NBC, amb Arturo Toscanini, realitzades entre 1948 i 1952, van ser preservades com còpies kinoscopadas i posteriorment editades en VHS i làser disc per RCA i en DVD per Testament. El so original dels Kinescopis es va canviar, però, per un so d'alta fidelitat que havia estat gravat simultàniament en discs de transcripció o cinta magnètica.
A mitjans dels 90, Edie Adams, esposa d'Ernie Kovacs, va denunciar que s'havia valorat en tan poc el material kinescopat propietat de Dumont Television que després de la retirada de l'emissora tot el seu fitxer s'havia llançat a la badia de Nova York. Avui, però, es reconeixen esforços per conservar els pocs kinescopats Dumont supervivents, com el que l'Arxiu de Cinema i Televisió UCLA ha culminat recopilant per a la seva conservació, més de 300 Kinescopats.